# Волна (хор)

Народный хор русской песни «Волна», созданный в 1957 году, на сегодняшний день является одним из старейших самодеятельных коллективов республики Дагестан.

## История коллектива
Первым руководителем хора был заслуженный артист Республики Дагестан И. С. Лапин, а первыми участницами ансамбля «Волна» стали работницы Махачкалинского рыбоконсервного комбината. Репертуар хора состоял из популярных народных песен и песен советских композиторов.
В 1985 г. ансамблю русской песни «Волна» было присвоено почетное звание «Народный». С этого момента в репертуаре коллектива значительное место занимают народные обрядовые, шуточные и игровые песни, а также музыкальный фольклор различных областей России.
С 1993 года хор становится базовым коллективом Республиканского Дома народного творчества Министерства культуры и туризма РД.

## Руководитель хора
С 1985 года хором руководит выпускник Саратовской консерватории Л. В. Собинова, профессор кафедры музыкальных инструментов Дагестанского педагогического университета, заслуженный деятель искусств РД Ю. Г. Ханжов, который является одним из ведущих специалистов в области русского фольклора в Дагестане. Работая заведующим кафедрой музыкальных инструментов ДГПУ, Ю. Г. Ханжов успешно сочетает активную творческую деятельность с научной и педагогической работой, является автором многочисленных монографий, научных и учебно-методических работ по проблемам развития народных инструментов, фольклора и народного творчества. Среди его выпускников немало известных музыкантов, занявших ведущее положение в своей сфере деятельности.
В 1995 году Ю. Г. Ханжов основал детский фольклорный ансамбль «Лукоморье», в составе которого около 15 детей и подростков. Создание ансамбля «Лукоморье», который по сути стал детской группой хора, позволило не только обеспечить преемственность традиций русского хорового пения, но и значительно расширить репертуар коллектива.

## Творческие заслуги коллектива
За время своего существования Народный хор русской песни «Волна» становился участником Декад и Дней культуры Дагестана в Москве, Ленинграде, Баку, выступал в городах Ростов-на-Дону, Ставрополь, Волгоград, Астрахань и мн. др. Ансамбль является активным участником всех республиканских культурных акций, имеет звание лауреата Международных, Всесоюзных, и Всероссийских конкурсов и фестивалей. Только в 2006 году ансамбль «Волна» стал лауреатом II Международного фестиваля фольклора «Горцы», III Республиканского фестиваля игры на народных инструментах «Играй, душа!», VIII Республиканского фестиваля хоровой музыки «Эхо гор» и др.

## Юбилей хора

17 февраля 2007 года в Русском театре состоялся IV Республиканский праздник проводов зимы «Широкая Масленица», организованный совместно с Правительственной комиссией Республики Дагестан по проблемам русскоязычного населения, посвященный 50-летнему юбилею Народного хора русской песни «Волна». В рамках юбилея ансамбль был награждён Почетной грамотой Министерства культуры и туризма РД за сохранение и развитие национальной русской культуры в Республике Дагестан.